# Theobald III. (Champagne)
Theobald III. (franz.: Thibaut; * 13. Mai 1179 in Troyes; † 24. Mai 1201 ebenda) war seit 1197 ein Graf von Champagne aus dem Haus Blois. Er war der jüngere Sohn des Grafen Heinrich I. von Champagne und Marie, der Tochter König Ludwigs VII. von Frankreich.

## Leben
Theobald folgte seinem älteren Bruder Heinrich II. als Graf von Champagne, als dieser 1197 im Königreich Jerusalem gestorben war. Dabei wurden eventuelle Erbrechte der in Palästina geborenen Töchter Heinrichs ignoriert. Zunächst führte Theobalds Mutter für ihn die Regentschaft, die er nach ihrem Tod 1198 selber übernahm. Im April dieses Jahres leistete er seinem Onkel König Philipp II. den Lehnseid und wurde damit auch als rechtmäßiger Graf anerkannt.
Ebenfalls im gleichen Jahr rief Papst Innozenz III. zu einem vierten Kreuzzug auf, der in den Orient gegen die Muslime gerichtet werden sollte. Anfangs gab es unter dem französischen Adel wenig Begeisterung für einen weiteren Zug nach Jerusalem, aber als im November 1199 auf einem Turnier an Theobalds Hof zu Écry der Prediger Fulko von Neuilly auftrat, nahmen viele von ihnen das Kreuz und wählten Theobald zu ihrem Anführer. Ihm schlossen sich weiterhin sein Vetter, Graf Ludwig von Blois, und Graf Balduin IX. von Flandern an. Die drei Grafen beschlossen, je zwei Abgesandte (u. a. Gottfried von Villehardouin und Conon de Béthune) nach Italien zu entsenden, die dort einen geeigneten Hafen suchen sollten, der bereit war, für eine Überfahrt des Kreuzfahrerheeres in das Heilige Land zu sorgen.
Bevor der Zug begann, starb Theobald in seiner Residenz zu Troyes an Typhus. Gemäß seinem letzten Willen wurde er im Gewand eines Kreuzfahrers in der Kirche Saint-Étienne in Troyes bestattet. Die Führung des Kreuzzuges wurde an den Markgrafen Bonifatius von Montferrat übertragen, nicht ohne Zutun von Theobalds Marschall Gottfried von Villehardouin.
Theobald heiratete 1199 in Chartres die Prinzessin Blanka von Navarra, Tochter des Königs Sancho VI. Eine 1200 geborene Tochter starb bald nach der Geburt. Eine Woche nach Theobalds eigenem Tod gebar Blanka seinen Erben Theobald IV. (1201–1253). Blanka regierte die Grafschaft in den folgenden 21 Jahren als Regentin, in denen sie sich mit den Erbansprüchen der Töchter Heinrichs II. auseinandersetzen musste.